# Kalol INA (Panchmahal)
Kalol INA è una città dell'India di 668 abitanti, situata nel distretto di Panchmahal, nello stato federato del Gujarat. In base al numero di abitanti la città rientra nella classe VI (meno di 5.000 persone).

## Società

### Evoluzione demografica
Al censimento del 2001 la popolazione di Kalol INA assommava a 668 persone, delle quali 384 maschi e 284 femmine. I bambini di età inferiore o uguale ai sei anni assommavano a 112, dei quali 58 maschi e 54 femmine. Infine, coloro che erano in grado di saper almeno leggere e scrivere erano 432, dei quali 286 maschi e 146 femmine.